# Giovanni Raimondo Folch II de Cardona
Giovanni Raimondo Folch II de Cardona (catalano Joan Ramon Folc II de Cardona; Arbeca, 1400 – Cardona, 1471), fu Visconte di Vilamur dal 1404, conte consorte di Prades dal 1418 al 1441 e Conte di Cardona dal 1441 alla sua morte.

## Origine
Giovanni Raimondo era il figlio maschio primogenito del secondo Conte di Cardona e Visconte di Vilamur , Giovanni Raimondo I e di Giovanna di Gandia (?-1419), figlia di Alfonso IV di Ribagorza, conte di Dénia, marchese di Villena, conte di Ribagorza, signore di Dénia e duca di Gandia e della moglie, Violante Jiménez de Arenós.

Giovanni Raimondo I, secondo gli Anales de la Corona de Aragón, tomo II, era il figlio maschio del primo conte di Cardona, Barone di Bellpuig e Visconte di Vilamur, Ugo II, e della sua seconda moglie Beatrice de Luna, figlia di Pietro di Ejérica [Aragón] Barone di Ejérica e della moglie, Bonaventura di Arborea.

## Biografia
Nel 1404, suo padre, Giovanni Raimondo I, gli diede la viscontea di Vilamur.
Con il matrimonio, nel 1418, divenne conte consorte di Prades acquisendo così una categoria di nobiltà superiore a conti di Cardona, e, come conte di Prades, intervenne attivamente nella vita parlamentare del suo tempo, sempre a fianco del padre, Giovanni Raimondo I. 
Nel 1430 comandò una flotta di 22 galere e 8 grandi navi in aiuto dell'assedio di Napoli condotto da Alfonso V d'Aragona e, di ritorno verso la Catalogna, assieme al padre, Giovanni Raimondo I saccheggiò il porto di Marsiglia.

Il re Alfonso V gradì molto i sevizi di Giovanni Raimondo e del padre Giovanni Raimondo I, che concesse a Giovanni Raimondo, il titolo ed i beni della contea di Prades.
Nel 1436, suo padre, Giovanni Raimondo I, si ritirò a vivere nella contea di Cardona, trascorrendo gli ultimi anni di vita lontano dagli intrighi di corte e dedicandosi al migliorare le strutture della contea.
Suo padre, Giovanni Raimondo I morì l'11 marzo 1441, a Cardona, dove fu tumulato nella chiesa collegiata di Sant Vincenç.

Giovanni Raimondo gli succedette come Giovanni Raimondo II.

Dopo la morte del padre, rinunciò alla viscontea di Vilamur e alla contea di Prades, cedendoli al figlio, anche lui di nome Giovanni Raimondo. 

Nel 1445, Giovanni Raimondo II si ritirò a vivere nella contea di Cardona.
Dopo la morte di Carlo di Viana, re di Navarra, luogotenente della Catalogna ed erede della corona d'Aragona, nel settembre 1461, le Cortes catalane, ritenendo la regina Giovanna, matrigna di Carlo, responsabile di un supposto avvelenamento, dichiararono sia il re, Giovanni II d'Aragona (il successore di Alfonso V), che la regina, Giovanna, non graditi in Catalogna; i reali non gradirono la decisione e, nel 1462, iniziò la guerra civile catalana.

Nonostante si fosse ritirato dalla vita politica, quando scoppiò la guerra civile, Giovanni Raimondo II si schierò con il re, Giovanni II; la contea di Cardona fu una delle ridotte di Giovanni II, motivo per cui le autorità catalane, nel 1462 dichiararono il conte nemico della Catalogna.
Nel 1463, per i servigi resi, Giovanni Raimondo II, ricevette in feudo da Re Giovanni II d'Aragona la città siciliana di Termini.
Giovanni Raimondo II morì nel 1471 e nella contea di Cardona gli succedette il figlio Giovanni Raimondo.

## Matrimonio e discendenza
Dopo il fallito tentativo di sposare Cecilia di Urgel, figlia del conte Pietro II di Urgell, nel 1418, Giovanni Raimondo, sposò la contessa, Giovanna di Prades († 1441), sorella della regina Margherita, moglie di re Martino I; Giovanna di Prades era figlia di Pietro di Prades (figlio di Giovanni di Prades) e di Giovanna di Cabrera; Giovanna era Contessa di Prades, dalla morte del nonno paterno, avvenuta nel 1414 e, nel 1425, con regio decreto, ereditò anche la baronia di Entença. 

Giovanni Raimondo da Giovanna ebbe sei figli:
- Giovanni Raimondo (1418 - 1486), erede e successore al titolo[1],
- Margherita, che sposò Galcerano di Pinós[1],
- Timbor, monaca,
- Violante,
- Giovanna,
- Elisabetta.

Giovanni Raimondo II ebbe anche tre figli naturali:
- Giovanni, priore di Sant Miquel del Pal.
- Elisabetta, monaca al monastero cistercense di Vallbona de les Monges.
- Bernat Bord.

## Ascendenza
|                                              |                                        |                                                         | Genitori                                        |  |  | Nonni |  |  | Bisnonni                   |  |  | Trisnonni                              |  |
|                                              |                                        |                                                         |                                                 |  |  |       |  |  | Ugo I, visconte di Cardona |  |  | Raimondo Folco VI, visconte di Cardona |  |
|                                              |                                        |                                                         |                                                 |  |  |       |  |  | Ugo I, visconte di Cardona |  |  | Raimondo Folco VI, visconte di Cardona |  |
|                                              |                                        | Maria Álvarez de Haro                                   |                                                 |  |  |       |  |  | Ugo I, visconte di Cardona |  |  |                                        |  |
| Ugo II Folco, conte di Cardona               |                                        |                                                         |                                                 |  |  |       |  |  | Ugo I, visconte di Cardona |  |  |                                        |  |
|                                              |                                        | Beatrice d'Anglesola, signora di Bellpuig               | Guglielmo IV d'Anglesola, signore di Bellpuig   |  |  |       |  |  |                            |  |  |                                        |  |
|                                              |                                        | Beatrice d'Anglesola, signora di Bellpuig               | Guglielmo IV d'Anglesola, signore di Bellpuig   |  |  |       |  |  |                            |  |  |                                        |  |
|                                              |                                        | Beatrice d'Anglesola, signora di Bellpuig               | Beatrice de Pailhars                            |  |  |       |  |  |                            |  |  |                                        |  |
| Giovanni Raimondo Folco I, conte di Cardona  |                                        | Beatrice d'Anglesola, signora di Bellpuig               |                                                 |  |  |       |  |  |                            |  |  |                                        |  |
|                                              |                                        | Pedro III Martinez de Luna, signore di Almonacid e Pola | Pedro II Martinez de Luna, signore di Almonacid |  |  |       |  |  |                            |  |  |                                        |  |
|                                              |                                        | Pedro III Martinez de Luna, signore di Almonacid e Pola | Pedro II Martinez de Luna, signore di Almonacid |  |  |       |  |  |                            |  |  |                                        |  |
|                                              |                                        | Pedro III Martinez de Luna, signore di Almonacid e Pola | Marchesa di Saluzzo                             |  |  |       |  |  |                            |  |  |                                        |  |
| Beatrice de Luna                             |                                        | Pedro III Martinez de Luna, signore di Almonacid e Pola |                                                 |  |  |       |  |  |                            |  |  |                                        |  |
|                                              |                                        | Elsa de Aragón                                          | Pietro d'Aragona, barone di Xèrica              |  |  |       |  |  |                            |  |  |                                        |  |
|                                              |                                        | Elsa de Aragón                                          | Pietro d'Aragona, barone di Xèrica              |  |  |       |  |  |                            |  |  |                                        |  |
|                                              |                                        | Elsa de Aragón                                          | Bonaventura di Arborea                          |  |  |       |  |  |                            |  |  |                                        |  |
| Giovanni Raimondo Folco II, conte di Cardona |                                        | Elsa de Aragón                                          |                                                 |  |  |       |  |  |                            |  |  |                                        |  |
|                                              | Pietro IV, conte di Ribagorza e Prades | Giacomo II, re della Corona d'Aragona                   |                                                 |  |  |       |  |  |                            |  |  |                                        |  |
|                                              | Pietro IV, conte di Ribagorza e Prades | Giacomo II, re della Corona d'Aragona                   |                                                 |  |  |       |  |  |                            |  |  |                                        |  |
|                                              | Pietro IV, conte di Ribagorza e Prades | Bianca di Napoli                                        |                                                 |  |  |       |  |  |                            |  |  |                                        |  |
| Alfonso IV di Ribagorza, duca di Gandia      | Pietro IV, conte di Ribagorza e Prades |                                                         |                                                 |  |  |       |  |  |                            |  |  |                                        |  |
|                                              |                                        | Giovanna di Foix-Béarn                                  | Gastone I, conte di Foix e visconte di Béarn    |  |  |       |  |  |                            |  |  |                                        |  |
|                                              |                                        | Giovanna di Foix-Béarn                                  | Gastone I, conte di Foix e visconte di Béarn    |  |  |       |  |  |                            |  |  |                                        |  |
|                                              |                                        | Giovanna di Foix-Béarn                                  | Giovanna d'Artois                               |  |  |       |  |  |                            |  |  |                                        |  |
| Giovanna di Gandia                           |                                        | Giovanna di Foix-Béarn                                  |                                                 |  |  |       |  |  |                            |  |  |                                        |  |
|                                              |                                        | Gonçalbo Díez, signore d'Arenós                         | Pero Jordán, signore d'Arenós                   |  |  |       |  |  |                            |  |  |                                        |  |
|                                              |                                        | Gonçalbo Díez, signore d'Arenós                         | Pero Jordán, signore d'Arenós                   |  |  |       |  |  |                            |  |  |                                        |  |
|                                              |                                        | Gonçalbo Díez, signore d'Arenós                         | Marquesa Lopez de Rada                          |  |  |       |  |  |                            |  |  |                                        |  |
| Violante Jiménez, signora d'Arenós           |                                        | Gonçalbo Díez, signore d'Arenós                         |                                                 |  |  |       |  |  |                            |  |  |                                        |  |
|                                              |                                        | Juana Cornel                                            | Ximeno Cornel, signore d'Alfajarin              |  |  |       |  |  |                            |  |  |                                        |  |
|                                              |                                        | Juana Cornel                                            | Ximeno Cornel, signore d'Alfajarin              |  |  |       |  |  |                            |  |  |                                        |  |
|                                              |                                        | Juana Cornel                                            | Violante de Pailhars                            |  |  |       |  |  |                            |  |  |                                        |  |
|                                              |                                        | Juana Cornel                                            |                                                 |  |  |       |  |  |                            |  |  |                                        |  |

### Fonti primarie
- (ES)  Anales de la Corona de Aragón, tomo II).

### Letteratura storiografica
- Rafael Altamira, Spagna, 1412-1516, in Storia del mondo medievale, vol. VII, 1999, pp. 546–575
- Joseph Calmette, Il regno di Carlo VIII e la fine della guerra dei cent'anni in Francia, in Storia del mondo medievale, vol. VII, 1999, pp. 611–656
- Charles Petit-Dutaillis, Francia: Luigi XI, in Storia del mondo medievale, vol. VII, 1999, pp. 657–695
- Edward Armstrong, Il papato e Napoli nel XV secolo, in Storia del mondo medievale, vol. VII, 1999, pp. 696–751